# اشلیتس (فوگلزبرگکرایس)
شهر اشلیتس (به آلمانی: Schlitz) در ایالت هسن در کشور آلمان واقع شده‌است.